# Jenson Button
Jenson Alexander Lyons Button (Frome, 19. siječnja 1980.) britanski je bivši vozač Formule 1. Bio je svjetski prvak 2009. godine.

## Mladost
Sin je bivšeg reli vozača Johna Buttona. Roditelji su mu rastavljeni i ima 3 sestre. Mladi Jenson počeo je u kartingu u 8. godini, nakon što mu je otac kupio prvi karting. Krenuvši u utrkivanje pobijedio je na svim utrkama na kojima je nastupao. Godine 1991. pobijedio je u sve 34 utrke British Cadet Kart Championship. Najmlađi vozač svih vremena u European Super A Championship postaje 1997. Nakon toga 1998. godine prebacuje se u jače serije formula i pobjeđuje iste godine u British Formula Ford Championship za momčad Haywood Racing, a 1999. godine nastupa u Formula 3, pobjeđuje u dvjema utrkama i zauzima ukupno treće mjesto na kraju u Britanskom prvenstvu. Također, iste godine dobitnik je prestižne McLare–utosport Young Driver of the Year award.

## Karijera u Formuli 1

### Williams
U zimskom periodu uoči početka sezone 2000. godine na njega je bacio oko Sir Frank Williams vlasnik Williams F1 tima i odmah ga je angažirao kao test vozača. S ne baš puno iskustva, ali zato s nevjerojantnom talentiranošću i vozačkim znanjem deklasirao je još jednog kandidata za ulogu test-vozača u timu Williamsa Brunu Junqueira. Kako je vozačka postava Williamsa izgubila još i Alexa Zanardija, Jenson je tako odmah upao na mjesto regularnog vozača utrka pored već dokazane zvijezde i također velikog talenta Ralfa Schumachera. Svoju prvu sezonu Jenson je završio na 8. mjestu u ukupnom poretku, a najbolji rezultat se dogodio na VN Njemačke koju je završio na 4. mjestu. Na VN Belgije Jenson se kvalificirao kao treći. (Utrku je završio kao peti).

### Benetton i Renault
Godine 2001. pod Williamsovim ugovorom prelazi na posudbu u Benetton koji je tada pao pod ruke Renaulta i koji je bio te sezone vrlo slab kada su bili u pitanju rezultati. Sezonu završava kao sedamnaesti.
Jenson 2002. godine ostaje u istom timu, ali sada pod novim imenom, Renaultom. Pored Jarna Trullija činili su jači dvojac koji bi mogao ugrabiti koji veći rezultat. Za dlaku je izgubio podij na trećoj utrci VN Malezije kada ga prelazi Michael Schumacher u posljednjem krugu zbog kvara na stražnjem ovjesu. Sezonu s Renaultom Jenson završava 7. u ukupnom poretku.

### BAR
Vođa Renaulta Flavio Briatore 2003. mijenja Jensona s Fernandom Alonsom, dosadašnjim test vozačem ekipe Renaulta. Za Jensona je imao samo riječi hvale te je dodao: Vrijeme će pokazati jesam li pogriješio.
Kako je Flavio oduvijek imao dobar nos da odabere onog pravog niti u ovoj zamjeni nije pogriješio. 2005. godine Alonso mu donosi naslov prvaka te isto ponavlja i 2006. godine. Te je godine Jenson pronašao mjesto u momčadi BAR Honde te se pridružio bivšem svjetskom prvaku iz 1997. Jacquesu Villeneuveu. Njihova međusobna suradnja unutar tima nije bila na visokom nivou i znale su izbivati razne nesuglasice između njih, a sve je već počelo na prvoj utrci te sezone na VN Australije kada je Jenson skrenuo ranije u boks i poremetio strategiju Villeneuveu koji je morao čekati da Jenson izađe. Usljedio je rat riječima kroz čitavu sezonu. Na kraju je Jenson ipak bio bolji od Villeneuvea, a najbolji rezultat u utrci je imao na VN Austrije kada je ugrabio 4. mjesto. Ali sezona i nije baš najbolje mazila Jensona. Na zadnjem slobodnom treningu u subotu ujutro uoči kvalifikacija za VN Monaka na izlasku iz tunela pri brzini 290 km/h doživio je tešku nesreću udarivši u ogradu. Težih posljedica nije bilo, ali na toj utrci nije nastupio. Na VN SAD-a bilježi čak i vodstvo u utrci po prvi put u karijeri. Sezonu završava kao deveti sa 17 bodova, 11 više od Villeneuvea.
Godina 2004. je za Jensona i BAR-Hondu sada i bez Villeneuvea bila poprilično uspješna, a da Michael Schumacher i njegov Ferrari nije bio toliko dominantan Jenson bi bio i još bolji po rezultatima. Osvaja prvi podij u karijeri na VN Malezije i prvi pole position na VN San Marina koji se i dandanas spominje u krugovima F1 kao jedan od najpreciznije odveženih pojedinačnih krugova u povijesti F1. Sezonu završava na visokom trećem mjestu u ukupnom poretku vozača što je u biti bilo prvo mjesto u odnosu na ostale jer je Ferrari te godine bio sasvim drugi svijet o odnosu na ostale. Sezonu je prije svega obilježila Button trakavica oko potpisivanja ugovora s Williamsom za sljedeće dvije godine potpisanog iznenada 5. kolovoza 2004. bez ikakvih ranijih konstatacija oko cijelog prelaska u Williams. Jenson je uzdrmao cijelu F1 javnost i imao je dva važeća ugovora koji su ga vezali uz obje momčadi, BAR Hondu i Williams-BMW. Na kraju je ipak Sir Frank Williams popustio, a BAR je isplatio odštetu. 16. listopada u Milanu FIA je odlučila da Jenson u sezoni 2005. ostaje u BAR Hondi i da je jedino BAR-ov ugovor pravovaljan. Sezonu završava kao treći s 85 bodova.
Godina 2005. počinje vrlo slabo s diskvalifikacijom na VN San Marina zbog prelaganog bolida i zbog koje momčad BAR Honda čak i dobiva kaznu nenastupanja na VN Monaka i VN Španjolske zbog svjesnog varanja i izigravanja pravilnika. Na utrci za VN Monaka Jenson debitira u komentatorskoj kabini te komentira utrku za britanski ITV. Na VN Kanade osvaja jedini pole position te sezone, a na VN Njemačke i VN Belgije osvaja jedina penjanja na podij (treće mjesto) te sezone. Sezonu je završio deveti s 37 bodova.

#### Honda
Dotadašnja momčad BAR-Honda 2006. godine pada pod 100%-tno vlasništvo Honde i mjenja ime u Honda Racing F1. Kod Jensona se ništa nije osobitno promijenilo, mijenjale su se samo neke stvari oko njega. Uz promjenu naziva tima otišao mu je dosadašnji timski kolega japanac Takuma Sato u Super Aguri-Hondu, a došao mu je bivši ferrarijevac brazilac Rubens Barrichello. Na predsezonskim testiranjima Honda je iskazivala vrlo jake perfomanse na svom bolidu i Jenson je u sezonu krenuo s puno ambicija i želja da konačno počne pobjeđivati. Ipak, sezona je počela totalno prosječno bez ikakvih bitnijih prednosti u odnosu na ostale. Jenson je te sezone naprosto deklasirao Barrichella koji je igrao punih šest godina drugu violinu u Ferrariju. Bilježi podij na drugoj utrci sezone na VN Malezije i na posljednjoj utrci u Brazilu (treće mjesto). 
Sredina sezone bila je katastofalno loša, ali od VN Mađarske i ostvarenja sna, osvajanja prve pobjede u F1 Jenson bilježi najveći zbir osvojenih bodova u zadnjih šest utrka sezone, te sezonu završava u sjajnoj formi i na vrlo uzlaznoj putanji. Pobjedom na kišnom Hungaroringu postaje biti prvi britanski vozač koji je pobijedio još od ožujka 2003. godine i pobjede Davida Coultharda na VN Australije i prvi engleski pobjednik sedam godina nakon Damona Hilla. Sezonu završava na šestom mjestu s 56 bodova.
Jenson 2007. nastavlja s Hondom koja je bila jedna od Jensonovim noćnih mora. Totalna pogreška u samom startu dizajna bolida i u samom daljnjem razvoju bolida dovele su momčad na samo začelje poretka. Jenson je sezonu završio na 15 mjestu sa 6 bodova. Tokom zimske stanke i nakon godine dana pauze u momčad dolazi bivši proslavljeni tehnički direktor iz Ferrarija Ross Brawn u kojeg su svi polagali nade, prvenstveno i sam Jenson, i da će za sezonu 2008. bolid ipak biti malo bolji. 
Godine 2008. bolid koji je već bio razvijan i prije Brawnovog dolaska, on sam malo je toga mogao na njemu da promjeni i da bi se momčad podigla na noge. Jensona je te sezona apsolutno sve toliko demotiviralo da je i izgubio momčadski dvoboj protiv Barrichella. Sezonu je završio kao posljednji vozač koji je osvajao bodove na 18. mjestu i to s vrlo skromnih 3 boda. 
U prosincu 2008. iznenada bez ikakvih ranijih najava Honda najavljuje povlačenje iz F1 i gašenje svog F1 projekta odnosno, momčadi Honda Racing F1 zbog svjetske ekonomske krize te momčad ostvaljaju na prodaju. Neizvjesnost opstanka i sama prodaja momčadi je trajala tri mjeseca, da bi ju na kraju preuzeo u potpunosi sam Ross Brawn i preimenova momčad u Brawn GP.

#### Brawn
Godine 2009. Jenson bolji početak nije mogao niti poželjeti. Sad već skoro veteran u F1 nakon devet odvoženih sezona kao da se ponovo rodio zajedno i s Rubensom Barrichellom dobivši najbolji bolid na gridu u novoj sezoni.
Na otvorenju nove sezone pobjeđuje lakoćom, a njegov timski kolega Barrichello završava kao drugi. Do kraja sezone pobjeđuje još pet puta, čemu je pridodao i tri postolja. Time je postao prvak Formule 1. Prije osvajanja naslova nastupio je na 169 utrka. Jedino je Nigel Mansell odvozio više utrka prije nego što je postao prvak (176).

### McLaren
Nakon što je Mercedes kupio Brawn GP i stvorio vlastitu tvorničku momčad, Button je krajem 2009. objavio prelazak u renomiranu momčad McLaren. 

## Postignuća

### Sažetak karijere
| Godina | Kategorija            | Momčad                            | Utrke | Prva startna mjesta | Pobjede | Bodovi | Poredak |
| ------ | --------------------- | --------------------------------- | ----- | ------------------- | ------- | ------ | ------- |
| 1998.  | British Formula Ford  | Haywood Racing                    | 15    | 5                   | 9       | 133    | 1.      |
| 1998.  | Formula Ford Festival | Haywood Racing                    | 1     | 0                   | 1       | –      | 1.      |
| 1999.  | British Formula 3     | Promatecme UK                     | 16    | 2                   | 3       | 168    | 3.      |
| 1999.  | Macau Grand Prix      | Promatecme UK                     | 1     | 0                   | 0       | –      | 2.      |
| 1999.  | Masters of Formula 3  | Promatecme UK                     | 1     | 0                   | 0       | –      | 5.      |
| 1999.  | Korea Super Prix      | Promatecme UK                     | 1     | 0                   | 0       | –      | 2.      |
| 2000.  | Formula 1             | BMW Williams F1 Team              | 17    | 0                   | 0       | 12     | 8.      |
| 2001.  | Formula 1             | Mild Seven Benetton Renault       | 17    | 0                   | 0       | 2      | 17.     |
| 2002.  | Formula 1             | Mild Seven Renault F1 Team        | 17    | 0                   | 0       | 14     | 7.      |
| 2003.  | Formula 1             | Lucky Strike BAR Honda            | 16    | 0                   | 0       | 17     | 9.      |
| 2004.  | Formula 1             | Lucky Strike BAR Honda            | 18    | 1                   | 0       | 85     | 3.      |
| 2005.  | Formula 1             | Lucky Strike BAR Honda            | 17    | 1                   | 0       | 37     | 9.      |
| 2006.  | Formula 1             | Lucky Strike Honda Racing F1 Team | 18    | 1                   | 1       | 56     | 6.      |
| 2007.  | Formula 1             | Honda Racing F1 Team              | 17    | 0                   | 0       | 6      | 15.     |
| 2008.  | Formula 1             | Honda Racing F1 Team              | 18    | 0                   | 0       | 3      | 18.     |
| 2009.  | Formula 1             | Brawn GP Formula 1 Team           | 17    | 4                   | 6       | 95     | 1.      |
| 2010.  | Formula 1             | Vodafone McLaren Mercedes         | 19    | -                   | 2       | 214    | 5.      |
| 2011.  | Formula 1             | Vodafone McLaren Mercedes         | 19    | -                   | 3       | 270    | 2.      |
| 2012.  | Formula 1             | Vodafone McLaren Mercedes         | 20    | 1                   | 3       | 188    | 5.      |
| 2013.  | Formula 1             | Vodafone McLaren Mercedes         | 19    | -                   | -       | 73     | 9.      |
| 2014.  | Formula 1             | McLaren Mercedes                  | 19    | -                   | -       | 126    | 8.      |
| 2015.  | Formula 1             | McLaren Honda                     | 19    | -                   | -       | 16     | 16.     |
| 2016.  | Formula 1             | McLaren-Honda Formula 1 Team      | 21    | -                   | -       | 21     | 15.     |

### Potpuni popis rezultata u Formuli 1
(legenda) (Utrke označene debelim slovima označuju najbolju startnu poziciju) (Utrke označene kosim slovima označuju najbrži krug utrke)
| Godina | Momčad                            | Šasija         | Motor                      | Gume | 1.      | 2.      | 3.      | 4.      | 5.      | 6.      | 7.      | 8.      | 9.      | 10.     | 11.     | 12.     | 13.     | 14.     | 15.     | 16.     | 17.     | 18.     | 19.    | 20.    | 21.     | Bodovi | Poredak |
| ------ | --------------------------------- | -------------- | -------------------------- | ---- | ------- | ------- | ------- | ------- | ------- | ------- | ------- | ------- | ------- | ------- | ------- | ------- | ------- | ------- | ------- | ------- | ------- | ------- | ------ | ------ | ------- | ------ | ------- |
| 2000.  | BMW Williams F1 Team              | Williams FW22  | BMW E41 3.0 V10            | B    | AUS Ret | BRA 6   | SMR Ret | VBR 5   | ŠPA 17  | EUR 10  | MON Ret | KAN 11  | FRA 8   | AUT 5   | NJE 4   | MAĐ 9   | BEL 5   | ITA Ret | SAD Ret | JAP 5   | MAL Ret |         |        |        |         | 12     | 8.      |
| 2001.  | Mild Seven Benetton Renault       | Benetton B201  | Renault RS21 3.0 V10       | M    | AUS Ret | MAL 11  | BRA 10  | SMR 12  | ŠPA 15  | AUT Ret | MON 7   | KAN Ret | EUR 13  | FRA 16  | VBR 15  | NJE 5   | MAĐ Ret | BEL Ret | ITA Ret | SAD 9   | JAP 7   |         |        |        |         | 2      | 17.     |
| 2002.  | Mild Seven Renault F1 Team        | Renault R202   | Renault RS22 3.0 V10       | M    | AUS Ret | MAL 4   | BRA 4   | SMR 5   | ŠPA 12  | AUT 7   | MON Ret | KAN 15  | EUR 5   | VBR 12  | FRA 6   | NJE Ret | MAĐ Ret | BEL Ret | ITA 5   | SAD 8   | JAP 6   |         |        |        |         | 14     | 7.      |
| 2003.  | Lucky Strike BAR Honda            | BAR 005        | Honda RA003E 3.0 V10       | B    | AUS 10  | MAL 7   | BRA Ret | SMR 8   | ŠPA 9   | AUT 4   | MON DNS | KAN Ret | EUR 7   | FRA Ret | VBR 8   | NJE 8   | MAĐ 10  | ITA Ret | SAD Ret | JAP 4   |         |         |        |        |         | 17     | 9.      |
| 2004.  | Lucky Strike BAR Honda            | BAR 006        | Honda RA004E 3.0 V10       | M    | AUS 6   | MAL 3   | BHR 3   | SMR 2   | ŠPA 8   | MON 2   | EUR 3   | KAN 3   | SAD Ret | FRA 5   | VBR 4   | NJE 2   | MAĐ 5   | BEL Ret | ITA 3   | KIN 2   | JAP 3   | BRA Ret |        |        |         | 85     | 3.      |
| 2005.  | Lucky Strike BAR Honda            | BAR 007        | Honda RA005E 3.0 V10       | M    | AUS 11  | MAL Ret | BHR Ret | SMR DSQ | ŠPA -   | MON -   | EUR 10  | KAN Ret | SAD DNS | FRA 4   | VBR 5   | NJE 3   | MAĐ 5   | TUR 5   | ITA 8   | BEL 3   | BRA 7   | JAP 5   | KIN 8  |        |         | 37     | 9.      |
| 2006.  | Lucky Strike Honda Racing F1 Team | Honda RA106    | Honda RA806E 2.4 V8        | M    | BHR 4   | MAL 3   | AUS 10  | SMR 7   | EUR Ret | ŠPA 6   | MON 11  | VBR Ret | KAN 9   | SAD Ret | FRA Ret | NJE 4   | MAĐ 1   | TUR 4   | ITA 5   | KIN 4   | JAP 4   | BRA 3   |        |        |         | 56     | 6.      |
| 2007.  | Honda Racing F1 Team              | Honda RA107    | Honda RA807E 2.4 V8        | B    | AUS 15  | MAL 12  | BHR Ret | ŠPA 12  | MON 11  | KAN Ret | SAD 12  | FRA 8   | VBR 10  | EUR Ret | MAĐ Ret | TUR 13  | ITA 8   | BEL Ret | JAP 11  | KIN 5   | BRA Ret |         |        |        |         | 6      | 15.     |
| 2008.  | Honda Racing F1 Team              | Honda RA108    | Honda RA808E 2.4 V8        | B    | AUS Ret | MAL 10  | BHR Ret | ŠPA ;6  | TUR 11  | MON 11  | KAN 11  | FRA Ret | VBR Ret | NJE 17  | MAĐ 12  | EUR 13  | BEL 15  | ITA 15  | SIN 9   | JAP 14  | KIN 16  | BRA 13  |        |        |         | 3      | 18.     |
| 2009.  | Brawn GP Formula 1 Team           | Brawn BGP 001  | Mercedes FO 108W 2.4 V8    | B    | AUS 1   | MAL 1‡  | KIN 3   | BHR 1   | ŠPA 1   | MON 1   | TUR 1   | VBR 6   | NJE 5   | MAĐ 7   | EUR 7   | BEL Ret | ITA 2   | SIN 5   | JAP 8   | BRA 5   | ABU 3   |         |        |        |         | 95     | 1.      |
| 2010.  | Vodafone McLaren Mercedes         | McLaren MP4-25 | Mercedes FO 108X 2.4 V8    | B    | BHR 7   | AUS 1   | MAL 8   | KIN 1   | ŠPA 5   | MON Ret | TUR 2   | KAN 2   | EUR 3   | VBR 4   | NJE 5   | MAĐ 8   | BEL Ret | ITA 2   | SIN 4   | JAP 4   | KOR 12  | BRA 5   | ABU 3  |        |         | 214    | 5.      |
| 2011.  | Vodafone McLaren Mercedes         | McLaren MP4-26 | Mercedes FO 108Y 2.4 V8    | P    | AUS 6   | MAL 2   | KIN 4   | TUR 6   | ŠPA 3   | MON 3   | KAN 1   | EUR 6   | VBR Ret | NJE Ret | MAĐ 1   | BEL 3   | ITA 2   | SIN 2   | JAP 1   | KOR 4   | IND 2   | ABU 3   | BRA 3  |        |         | 270    | 2.      |
| 2012.  | Vodafone McLaren Mercedes         | McLaren MP4-27 | Mercedes FO 108Z 2.4 V8    | P    | AUS 1   | MAL 14  | KIN 2   | BHR 18  | ŠPA 9   | MON 16  | KAN 16  | EUR 8   | VBR 10  | NJE 2   | MAĐ 6   | BEL 1   | ITA Ret | SIN 2   | JAP 4   | KOR Ret | IND 5   | ABU 4   | SAD 5  | BRA 1  |         | 188    | 5.      |
| 2013.  | Vodafone McLaren Mercedes         | McLaren MP4-28 | Mercedes FO 108F 2.4 V8    | P    | AUS 9   | MAL Ret | KIN 5   | BHR 10  | ŠPA 8   | MON 6   | KAN 12  | VBR 13  | NJE 6   | MAĐ 7   | BEL 6   | ITA 10  | SIN 7   | KOR 8   | JAP 9   | IND 14  | ABU 12  | SAD 10  | BRA 4  |        |         | 73     | 9.      |
| 2014.  | McLaren Mercedes                  | McLaren MP4-29 | Mercedes PU106A 1.6 V6 t h | P    | AUS 3   | MAL 6   | BHR Ret | KIN 11  | ŠPA 11  | MON 6   | KAN 4   | AUT 11  | VBR 4   | NJE 8   | MAĐ 10  | BEL 6   | ITA 8   | SIN Ret | JAP 5   | RUS 4   | SAD 12  | BRA 4   | ABU 5  |        |         | 126    | 8.      |
| 2015.  | McLaren Honda                     | McLaren MP4-30 | Honda RA615H 1.6 V6 t h    | P    | AUS 11  | MAL Ret | KIN 14  | BHR DNS | ŠPA 16  | MON 8   | KAN Ret | AUT Ret | VBR Ret | MAĐ 9   | BEL 14  | ITA 14  | SIN Ret | JAP 16  | RUS 9   | SAD 6   | MEX 14  | BRA 14  | ABU 12 |        |         | 16     | 16.     |
| 2016.  | McLaren-Honda Formula 1 Team      | McLaren MP4-31 | Honda RA616H 1.6 V6 t h    | P    | AUS 14  | BHR Ret | KIN 13  | RUS 10  | ŠPA 9   | MON 9   | KAN Ret | EUR 11  | AUT 6   | VBR 12  | MAĐ Ret | NJE 8   | BEL Ret | ITA 12  | SIN Ret | MAL 9   | JAP 18  | SAD 9   | MEX 12 | BRA 16 | ABU Ret | 21     | 15.     |

‡ Dodijeljeno pola bodova zbog neodvežene utrke s minimalnom distancom od 75% dužine ukupne utrke.

## Vanjske poveznice
- Službena stranica Jensona Buttona  Arhivirana inačica izvorne stranice od 6. prosinca 2020. (Wayback Machine)
- Profil i statistike - Stats F1